# Campeonato Asiático de Judo de 2015
El XXV Campeonato Asiático de Judo se celebró en Ciudad de Kuwait (Kuwait) entre el 13 y el 14 de mayo de 2015 bajo la organización de la Unión Asiática de Judo.
En total se disputaron catorce pruebas diferentes, siete masculinas y siete femeninas.

## Resultados

### Masculino
| Evento  | Oro                          | Plata                            | Bronce                                                              |
| ------- | ---------------------------- | -------------------------------- | ------------------------------------------------------------------- |
| –60 kg  | Kim Won-Jin Corea del Sur    | Shinji Kido Japón                | Otar Bestaev · Kirguistán · Sharafuddin Lutfillaev · Uzbekistán     |
| –66 kg  | Tomofumi Takajo Japón        | An Ba-Ul Corea del Sur           | Davaadorjiin Tömörjüleg · Mongolia · Yeldos Zhumakanov · Kazajistán |
| –73 kg  | An Chang-Rim Corea del Sur   | Sharofiddin Boltaboev Uzbekistán | Ganbaataryn Odbayar Mongolia Soichi Hashimoto Japón                 |
| –81 kg  | Keita Nagashima Japón        | Kim Jae-Bum Corea del Sur        | Saeid Molaei Irán Otgonbaataryn Uuganbaatar Mongolia                |
| –90 kg  | Gwak Dong-Han Corea del Sur  | Daiki Nishiyama Japón            | Sherali Juraev Uzbekistán Komronshoj Ustopiriyon Tayikistán         |
| –100 kg | Kaihan Takagi Japón          | Maksim Rákov · Kazajistán        | Saidzhalol Saidov Tayikistán Shah Hussain Shah Pakistán             |
| +100 kg | Abdullo Tangriyev Uzbekistán | Iurii Krakovetskii · Kirguistán  | Kenta Nishigata · Japón · Yerzhan Shynkeyev · Kazajistán            |

### Femenino
| Evento | Oro                                  | Plata                          | Bronce                                                      |
| ------ | ------------------------------------ | ------------------------------ | ----------------------------------------------------------- |
| –48 kg | Haruna Asami Japón                   | Mönjbatyn Urantsetseg Mongolia | Kim Sol-Mi Corea del Norte Kang Yu-Jeong Corea del Sur      |
| –52 kg | Ma Yingnan China                     | Mönjbaataryn Bundmaa Mongolia  | Yuka Nishida Japón Rim Song-Sim Corea del Norte             |
| –57 kg | Momo Tamaoki Japón                   | Lien Chen-Ling China Taipéi    | Kim Jan-Di Corea del Sur Liu Yang China                     |
| –63 kg | Tsedevsürenguiin Mönjzayaa Mongolia  | Maho Nishikawa Japón           | Marian Urdabayeva · Kazajistán · Bak Ji-Yun · Corea del Sur |
| –70 kg | Tsend-Ayuushiin Naranjargal Mongolia | Gulnoza Matniyazova Uzbekistán | Karen Nun-Ira Japón Zhou Chao China                         |
| –78 kg | Mami Umeki Japón                     | Sol Kyong Corea del Norte      | Yoon Hyun-Ji Corea del Sur Zhang Zhehui China               |
| +78 kg | Yu Song China                        | Kim Min-Jeong Corea del Sur    | Nami Inamori · Japón · Gulzhan Isanova · Kazajistán         |

## Medallero
| Núm. | País            | Oro | Plata | Bronce | Total |
| ---- | --------------- | --- | ----- | ------ | ----- |
| 1    | Japón           | 6   | 3     | 5      | 14    |
| 2    | Corea del Sur   | 3   | 3     | 4      | 10    |
| 3    | Mongolia        | 2   | 2     | 3      | 7     |
| 4    | China           | 2   | 0     | 3      | 5     |
| 5    | Uzbekistán      | 1   | 2     | 2      | 5     |
| 6    | Kazajistán      | 0   | 1     | 4      | 5     |
| 7    | Corea del Norte | 0   | 1     | 2      | 3     |
| 8    | Kirguistán      | 0   | 1     | 1      | 2     |
| 9    | China Taipéi    | 0   | 1     | 0      | 1     |
| 10   | Tayikistán      | 0   | 0     | 2      | 2     |
| 11   | Irán            | 0   | 0     | 1      | 1     |
| 11   | Pakistán        | 0   | 0     | 1      | 1     |
|      | TOTAL           | 14  | 14    | 28     | 56    |